# Blackburneus mollis
Blackburneus mollis är en skalbaggsart som beskrevs av S. Endrödi 1964. Blackburneus mollis ingår i släktet Blackburneus och familjen Aphodiidae. Inga underarter finns listade.